# Klawdija Sergejewna Bojarskich
Klawdija Sergejewna Bojarskich (russisch Клавдия Сергеевна Боярских; * 11. November 1939 in Werchnjaja Pyschma, Oblast Swerdlowsk; † 12. Dezember 2009 in Jekaterinburg) war eine Skilangläuferin, die in den 1960er Jahren für die Sowjetunion startete.

## Werdegang
Bojarskich dominierte die Skilanglaufwettbewerbe bei den Olympischen Winterspielen 1964 in Innsbruck, als sie sowohl über 5 km als auch über 10 km und mit der Staffel die Goldmedaille gewann. Zudem siegte sie im Jahr 1964 bei den Svenska Skidspelen mit der Staffel und belegte den zweiten Platz über 10 km. Im folgenden Jahr siegte sie beim Holmenkollen Skifestival über 10 km. Im Jahr 1966 gewann sie bei den Weltmeisterschaften in Oslo drei weitere Medaillen, darunter die goldene über 10 km und mit der Staffel und die silberne über 5 km. Im folgenden Jahr triumphierte sie erneut bei den Svenska Skidspelen mit der Staffel und errang zudem den zweiten Platz im 10-km-Lauf. Beim Holmenkollen Skifestival 1967 triumphierte sie über 5 km. Bei den sowjetischen Meisterschaften siegte Bojarskich dreimal über 5 km (1964, 1966, 1967), zweimal mit der Staffel (1964, 1967) und einmal über 10 km (1966).
Unmittelbar nachdem das IOC 1967 die Einführung von Geschlechtskontrollen beschlossen hatte, erklärte Bojarskich ihren Rücktritt, was Anlass zu zahlreichen Spekulationen gab.